# 레위니옹섬낮도마뱀붙이

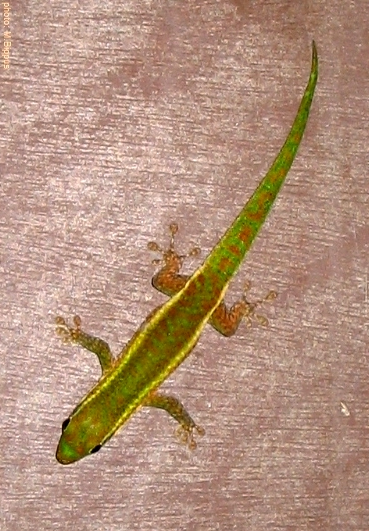
레위니옹섬낮도마뱀붙이

레위니옹섬낮도마뱀붙이(Phelsuma borbonica)는 레위니옹 아일랜드 데이 게코(Reunion Island day gecko)라고도 불리며, 레위니옹 북부에 서식하는 주행성 도마뱀붙이류의 일종이다. 이 낮도마뱀붙이류는 다양한 종류의 곤충과 척추동물을 섭취하며, 부드럽게 달콤한 과일, 꽃가루, 꽃꿀을 핥짝이기도 좋아한다.

## 아종
아종은 모식아종(nominate subspecies)을 포함하여 두 종이 있다:
- 레위니옹섬낮도마뱀붙이(Phelsuma borbonica borbonica)
- 아갈레가낮도마뱀붙이(Phelsuma borbonica agalegae)

## 형태
이 종은 낮도마뱀붙이류 중에서는 중형에 속하며 꼬리까지 최대 16 cm 에 달한다. 색깔은 다양한데, 어떤 개체군에 속하는지에 따라 다르다. 체색은 청록색, 암록색이다. 머리는 노란빛이 돌며, 자잘한 갈색 얼룩이 있다. 등과 꼬리엔 갈색, 적색 점들이 그물 모양 줄무늬를 이룬다. 머리와 목의 붉은색 점들은 등의 점에 비해 작고 빽빽하다. 복부는 노란색 바탕에 갈색 대리석 무늬가 있다.

## 분포
이 종은 레위니옹 북부에 서식한다. 구체적으로는 Les Hauts du Brûlé, Les Hauts Mensiol, Morne de Patates à Durand, near Bois de Nèfles, Belle-Vue, La Bretagne, St.Marie 근처 Beaumont les Hauts, St. Suzanne 근처 Les Hauts de la Perrière에서 발견되었다.

## 사육
이 동물은 크고 식물이 잘 심어진 테라리움에서 암수한쌍으로 키워야 한다. 온도는 25-28 °C, 습도는 75-100%로 맞춰준다. 사육 시에는 귀뚜라미, 벌집나방(en:Waxworm), 초파리, 구더기, 밀웜, 집파리 따위를 먹일 수 있다.